# Thomas Madsen-Mygdal
Thomas Madsen-Mygdal (Mygdal, 24 december 1876 - Kopenhagen, 23 februari 1943) was een Deense politicus.
Madsen-Mygdal behoorde oorspronkelijk tot de links-liberale Det Radikale Venstre maar stapte na de Eerste Wereldoorlog over naar de liberale Venstre.
Van oorsprong boer was hij van 1920 tot 1924 minister van Landbouw. Van 1926 tot 1929 was hij eerste minister van een coalitie van Venstre met de conservatieve Det Konservative Folkeparti; ook was hij opnieuw landbouwminister. Zijn regering kwam ten einde doordat de conservatieven zich niet konden vinden in de wijze van bekostiging van de Deense strijdkrachten. Hierdoor kon zijn regering niet meer op een parlementaire meerderheid bogen en moesten er nieuwe verkiezingen worden gehouden, die partijen ter linkerzijde van het politieke spectrum aan de macht brachten. Van 1929 tot 1941 was hij partijvoorzitter.
- Gemeinsame Normdatei: 1114678198
- International Standard Name Identifier: 0000 0000 2450 719X
- Library of Congress Control Number: n80113791
- Nederlandse Thesaurus van Auteursnamen: 204261066
- LIBRIS: 405117
- Système universitaire de documentation: 102382751
- Virtual International Authority File: 23446713
- WorldCat: E39PBJfRHyV87mmt3pWKrJ7vHC